# Nova Genera et Species Plantarum quas in Itinere
Nova Genera et Species Plantarum quas in Itinere (abreviado Nov. Gen. Sp. Pl. (Martius)) es un libro con ilustraciones y descripciones botánicas que fue escrito por el médico, naturalista, botánico, antropólogo y uno de los más importantes investigadores alemanes que han estudiado el Brasil y especialmente la región del Amazonas Carl Friedrich Philipp von Martius. Fue publicado en Munich en 3 volúmenes en los años 1823-1832.